# Isaiah Stannard
Isaiah Stannard (1 de octubre de 2004) es un actor estadounidense. Es mejor conocido por su papel como Ben Marks en Good Girls.

## Carrera
Isaiah ha aparecido en varios programas de televisión, una sola película y algunos cortometrajes. Su primer papel importante acreditado fue la voz en off del cortometraje croata Star Stuff: A Story of Carl Sagan, donde proporcionó la voz en off en inglés para el joven Carl Sagan. Su otro trabajo como extra incluye su aparición en Brad's Status, y su papel en cortometrajes como Party Dress, donde interpretó a Harper. Su  papel más importante fue su aparición recurrente en Good Girls, donde interpretó a Ben, un personaje trans que recibió un gran grado de apoyo positivo en su escena de salida del armario. Isaiah también interpretó el papel de Evan en la serie de HBO Max Generation.

## Vida personal
Isaiah Stannard nació en Manhattan, Nueva York, el 1 de octubre de 2004. Isaiah es un hombre trans. Todos sus papeles actorales después de su salida del armario han sido personajes trans. Isaiah habla abiertamente sobre su experiencia con la transición y cómo afectó su carrera. Durante las primeras etapas del rodaje de Good Girls, Isaiah se declaró abiertamente trans y comenzó a identificarse como un hombre. Esto llevó a una conversación abierta entre Isaiah y la productora ejecutiva Jenna Bans sobre la mejor manera de interpretar al personaje.

## Filmografía

### Cine
| Año  | Título                            | Papel            |
| ---- | --------------------------------- | ---------------- |
| 2015 | Star Stuff: A Story of Carl Sagan | Carl Sagan (voz) |
| 2017 | Brad's Status                     | Tween One        |
| 2017 | Party Dress                       | Harper Klein     |
| 2019 | 5 Teenagers Walk Into a Bar       | Sam              |

### Televisión
| Año                  | Título     | Papel            | Notas      |
| -------------------- | ---------- | ---------------- | ---------- |
| 2018-2021 Good Girls | Ben Marks  | Papel recurrente |            |
| 2021                 | Generation | Evan             | 1 episodio |